# Kiểu nhân cách đau khổ
Kiểu nhân cách đau khổ là kiểu người có khuynh hướng kìm nén cảm xúc tiêu cực mạnh mẽ như một cách đương đầu với những biến cố hoặc tình thế căng thẳng. Những cá nhân này kìm nén cảm xúc giận dữ hoặc buồn phiền ngay cả khi trong một hoàn cảnh cho phép họ biển hiện ra cảm xúc đó, chẳng hạn như kiềm chế lại cơn nóng giận trong khi có lý do chính đáng để bộc lộ, hoặc khước từ việc than khóc trong đám tang. Kiểu người này có xu hướng lo lắng, khó chịu, cảm thấy không an toàn và không thoải mái với người lạ. Họ không ngừng trải nghiệm và lường trước những cảm xúc tiêu cực, dẫn đến việc họ hay bồn chồn và ức chế hơn những người khác xung quanh.

## Nguy cơ về sức khỏe
Một loạt các nguy cơ sức khỏe có liên quan đến kiểu nhân cách này, đó là một sự thật, khi mà hệ thống miễn dịch sẽ được kích hoạt mạnh hơn, gây tăng mức độ viêm nhiễm. Dẫn đến các mạch máu dễ bị tổn thương khắp nơi ở trái tim và cơ thể. Kiểu nhân cách đau khổ thường có huyết áp cao hơn bình thường, cũng như phóng đại quá mức những căng thẳng, cả về sinh lý và tâm lý.
Những vấn đề sức khỏe thường gặp là sự xuất hiện các triệu chứng trầm cảm và lo âu, như rối loạn stress sau sang chấn. Thêm nữa, những cá nhân này xu hướng ác cảm xã hội, rối loạn hoảng sợ và thậm chí phát triển rối loạn nhân cách tránh né.
Theo Tiến sĩ Denollet, những gì rất có thể liên kết đến tình trạng sức khỏe kém của kiểu nhân cách này là mức độ căng thẳng cao rõ rệt. Không giống như các kiểu nhân cách khác thích trút giận, sự ức chế xã hội kiểu nhân cách đau khổ khiến họ không có lối thoát cho sự căng thẳng. Những ấm ức dồn nén làm tăng mức cortisol, do đó, có thể dẫn đến huyết áp cao cũng như viêm mãn tính, gây tổn thương động mạch. Điều đáng lưu tâm là có một lời giải thích khả dĩ khác cho mối tương quan này, là họ cũng có khả năng bị trầm cảm, lo âu và những mối quan hệ xã hội nghèo nàn, mỗi điều này trong số đó có mối liên quan đến tình trạng sức khỏe kém và bệnh tim.